# 카발레롭스키군

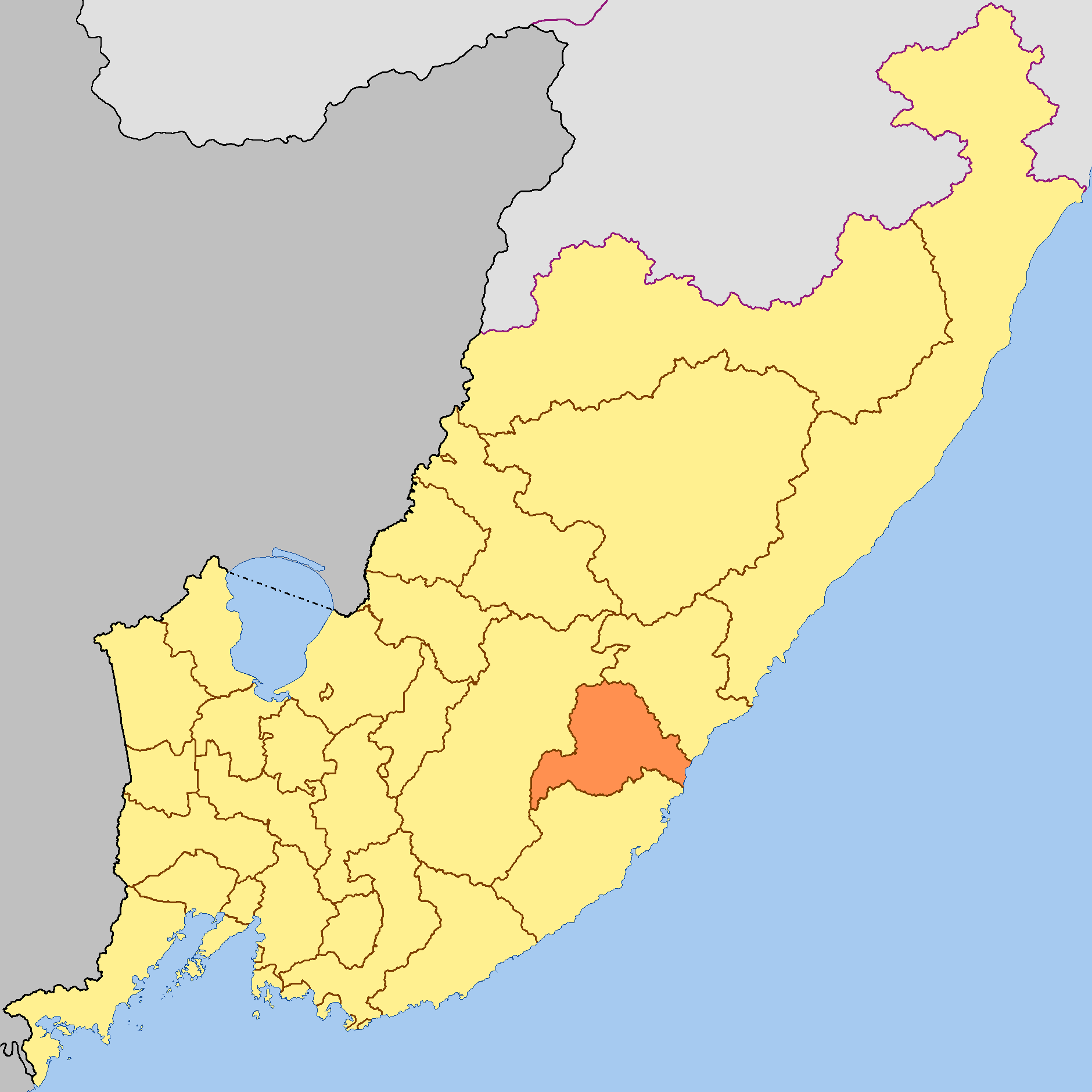
카발레롭스키 군의 위치

카발레롭스키군(러시아어: Кавале́ровский райо́н)은 러시아 프리모르스키 지방의 군으로 프리모르스키 지방의 동부에 위치한다. 인구 3만6,000명(1995년)이고 중심지는 카발레로보이다.
군 면적의 80%가 삼림으로 덮여 있다. 연해주에서 주요한 주석 산지이다. 또 납 광석, 아연 광석, 갈탄, 붕소가 매장되어 있다. 관광지·휴양지이다.